# キミキス pure rouge オリジナルサウンドトラック
『キミキス pure rouge オリジナルサウンドトラック』（キミキス ピュア ルージュ オリジナルサウンドトラック）は、テレビアニメ『キミキス pure rouge』のサウンドトラックである。2008年3月26日にLantisから発売された。
テレビアニメ本編のBGMとTVサイズの主題歌が収録されている。CDジャケットには、水澤摩央、真田光一、星乃結美、咲野明日夏、二見瑛理子が描かれている（摩央以外はちびキャラ）。音楽は、七瀬光、横山克、岩垂徳行が担当している（詳細は後述）。

## 収録曲
1. 新しい予感 [2:18]
2. 青空loop（TV size） [1:32]
歌：marble
作詞・作曲：micco、編曲：菊池達也
  - オープニングテーマ
3. 予鈴 [0:08]
4. 一日の始まり [1:44]
5. 朝から元気です [1:31]
6. クラスメイト [1:59]
7. がんばれオレ!! [1:36]
8. meeting [1:26]
9. 授業風景 [1:39]
10. 放課後の一時 [1:53]
11. 街へ出よう [1:43]
12. pure [1:54]
13. いつもの出来事 [2:01]
14. 昼も元気です [2:05]
15. Let's 課外活動 [1:47]
16. ほのかな想い [2:08]
17. わからないから・・・ [1:51]
18. 伝えたくて [2:00]
19. 本鈴 [0:07]
20. やわらかな陽射し [1:40]
21. 休日の過ごし方 [1:39]
22. マイシスターズ [1:50]
23. たくらみアリ [1:43]
24. Holiday at Home [1:49]
25. クランク・イン [2:05]
26. ゆるやかな時間 [2:05]
27. それぞれの思い [2:33]
28. 告白 [2:15]
29. 忘れないで（TV size） [1:43]
歌：Suara
作詞・作曲：shilo、編曲：shilo・石川智久
  - 後期エンディングテーマ
30. Memory 〜青空loop〜 [1:59]
31. 移り行く景色 [2:44]
32. 雨 [2:24]
33. そばにいたくて [2:08]
34. その目に映るもの [2:04]
35. あなたといる時間 [2:00]
36. 君のためにできること [1:59]
37. 涙 [1:30]
38. フラグメント [2:17]
39. 大事な人だから [1:55]
40. 大事な人だから（pf version） [2:05]
41. 帰るべき場所 [2:02]
42. 願い星（TV size） [1:53]
歌：Snow*
作詞・作曲：shilo、編曲：虹音
  - 前期エンディングテーマ

- BGM作曲・編曲
  - 1・3・4・6・8・11・12・15 - 21・24 - 28・33・35 - 41：七瀬光
  - 5・7・9・10・14・30・34：横山克
  - 13・22・23・31・32：岩垂徳行